# Istenszülő születése fatemplom (Felsőkálinfalva)
A felsőkálinfalvi Istenszülő születése fatemplom műemlékké nyilvánított épület Romániában, Máramaros megyében. A romániai műemlékek jegyzékében az MM-II-m-A-04539 sorszámon szerepel.